# Guilgal d'Efraïm

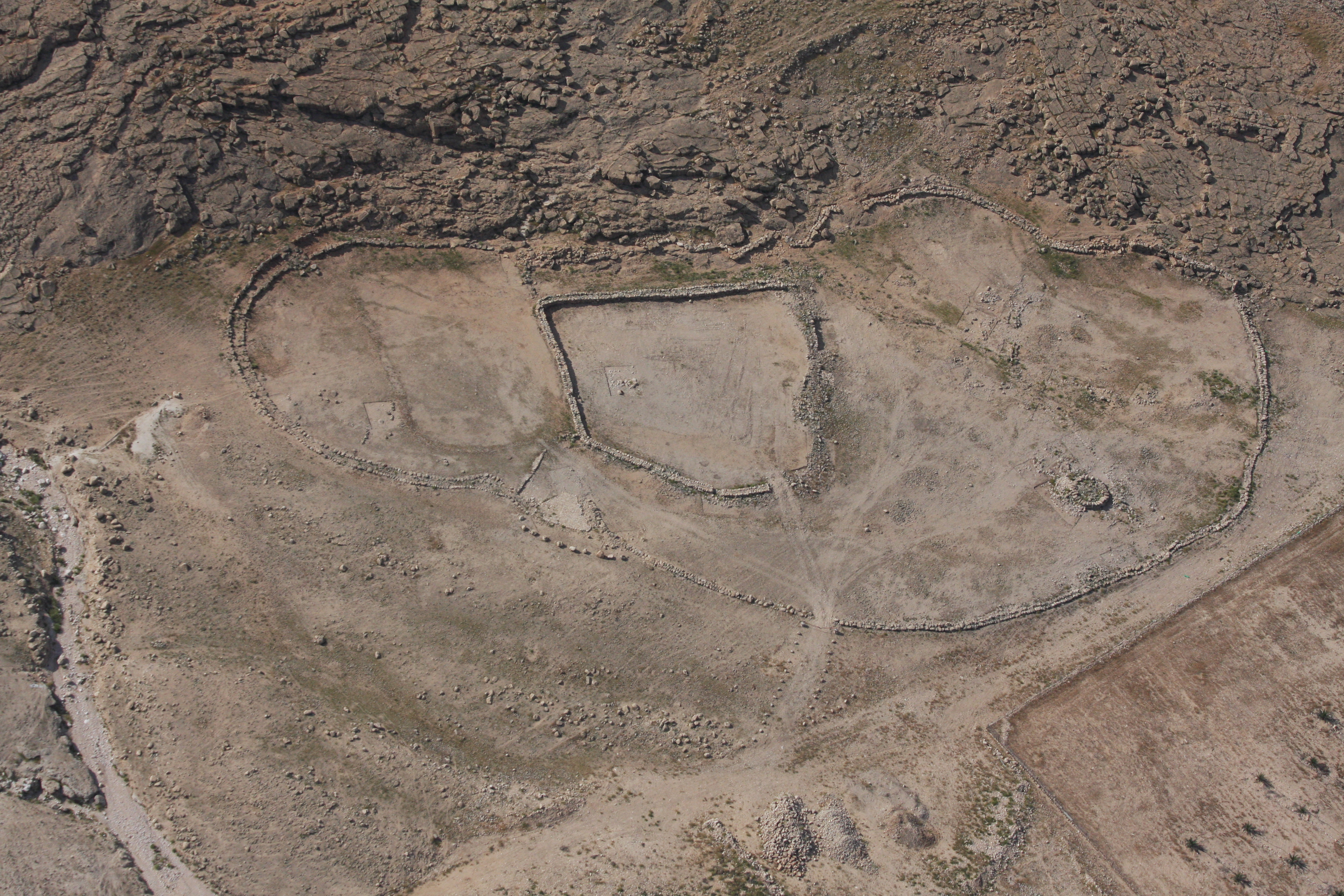
Guilgal, prop del moixav i assentament israelià d'Argaman, a la vall del Jordà, fou descobert per Adam Zertal.

Guilgal (àrab: الجلجال, al-Jiljāl; hebreu: גִּלְגָּל‎) fou una ciutat de Palestina, on els jueus van establir un camp permanent quan van arribar de la vall de Siquem, entre Ebal i Garizim. Guilgal era propera al lloc conegut per les "Alzines de Morè" on Abraham va establir el primer altar. Fou una de les tres ciutats on Samuel va establir l'administració de justícia, i on es feren sacrificis després que l'arca deixés d'estar al tabernacle de Siló. En aquest lloc es va fer jurament a Saül com a rei, i aquest hi va fer sacrificis religiosos, però més tard fou escenari de cultes idòlatres. S'identifica amb la moderna Jaljulya, a l'esquerra de la carretera de Nablus, a uns 8 km al nord de Betel i a uns 8 km al sud-oest de Siló.